# Gasoline Alley (fumetto)
Gasoline Alley è una serie a fumetti creata nel 1918 da  Frank King e da allora pubblicata ininterrottamente. Ha introdotto nell'uso comune nuove tecniche narrative e visive sia nella struttura della pagina che nell'uso del colore; prima striscia a fumetti nella quale venne introdotto il concetto dell’invecchiamento dei personaggi, facendoli crescere e invecchiare in tempo reale man mano che la serie veniva pubblicata e, caratteristica pressoché unica della serie, la sua longevità corrisponde all'invecchiamento dei personaggi. . È considerata una delle serie a fumetti più influenti di sempre. Nel 1995 fu uno delle venti serie a fumetti incluse nella serie commemorativa di francobolli statunitensi Comic Strip Classics.

## Trama
Protagonisti della striscia sono lo scapolo Walt Wallet e un giovane orfano di nome Skeezix, ritrovato abbandonato davanti alla porta di Walt. La serie prende il via incentrata su un gruppo di appassionati di motori intenti a parlare di automobili ma presto viene rivoluzionata quando uno di loro, Walt Wallet, ritrova abbandonato un neonato che decide di adottare. Da questo momento parte una lunga saga familiare.

## Storia editoriale
Inizialmente intitolata Sunday Morning in Gasoliney Alley, era una serie di vignette singole, ideate da Frank King ed esordite il 24 novembre 1918, che ben presto, grazie all'incremento di popolarità, divenne una striscia a fumetti vera e propria. Negli anni cinquanta Frank King  si ritira e si fa sostituire dai suoi assistenti Bill Perry per le tavole domenicali e Richard Moores. Viene ancora pubblicata sui quotidiani e realizzata da Jim Scancarelli.